# Hébécourt (Somme)
Hébécourt é uma comuna francesa na região administrativa de Altos da França, no departamento de Somme. Estende-se por uma área de 5,04 km². Em 2010 a comuna tinha 553 habitantes (densidade: 109,7 hab./km²).